# Bruno Barbieri (cuoco)
Bruno Barbieri (Medicina, 12 gennaio 1962) è un cuoco, personaggio televisivo e imprenditore italiano.

## Biografia
Nato a Medicina (in provincia di Bologna), è figlio di Nello (1925-2018) e di Ornella (1933). Suo padre si trasferisce in Spagna quando Bruno ha solo sette anni e ci rimane per quindici anni. Sua madre invece lavora nel tessile ed è lei a trasmettere al futuro chef la passione per la moda, mentre la nonna materna Mina, con la quale trascorre l'infanzia nelle campagne di Sasso Marconi, gli trasmette la passione per la cucina e le prime nozioni in merito.
Si diploma alla scuola alberghiera di Bologna e nel 1979 ha la possibilità di lavorare come secondo cuoco sulle navi da crociera, conoscendo così culture culinarie di diverse nazioni. Dopo un anno e mezzo torna in Italia e comincia a lavorare in piccoli locali della riviera romagnola in qualità di chef di partita. Dopo diversi corsi di perfezionamento (anche all'estero) torna nel bolognese alla Locanda Solarola di Castel Guelfo. Il ristorante guadagna per due anni consecutivi due stelle Michelin. Giunge quindi al ristorante Il Trigabolo di Argenta, sotto la guida dello chef Igles Corelli (che lo stesso Barbieri definirà essere il suo unico mentore) coadiuvato da Giacinto Rossetti e Mauro Gualandi. Qui ha l'opportunità di cucinare per Andy Warhol  Durante gli anni ottanta anche al Trigabolo vengono riconosciute due stelle Michelin.
Barbieri apre poi il ristorante Arquade nell'Hotel Villa del Quar, parte del circuito Relais & Chateaux, a San Pietro in Cariano (provincia di Verona). Il locale compare sulle guide gastronomiche del 2006 con due stelle Michelin, mentre Gambero Rosso lo segnala con tre forchette. Nel luglio del 2010 Barbieri decide di lasciare le cucine dell'Arquade per trasferirsi in Brasile. Nel marzo del 2012 ritorna in Europa e apre, a Londra, il ristorante Cotidie, che un anno dopo cede allo chef Marco Tozzi a causa dei suoi eccessivi impegni lavorativi.
Nel 2016 apre a Bologna un nuovo bistrot, il Fourghetti, che nell'agosto 2020 cede a Erik Lavacchielli.

## Carriera televisiva
Autore di numerosi libri, tra cui uno del 2007 dedicato alla cucina senza glutine (Squisitamente senza glutine), è protagonista di programmi televisivi per l'emittente Gambero Rosso Channel e collaboratore di varie radio. Sul piccolo schermo partecipa a trasmissioni di grande successo a tema culinario ed alberghiero: prende parte come giudice a MasterChef Italia, programma in cui ad oggi è l'unico giudice ad aver partecipato a tutte le edizioni e nel quale è stato affiancato, negli anni, dai colleghi Carlo Cracco, Antonino Cannavacciuolo, Antonia Klugmann e Giorgio Locatelli e dal ristoratore Joe Bastianich. Dal 2014 al 2016 partecipa anche alle tre edizioni di Junior MasterChef Italia come giudice insieme a Alessandro Borghese, Lidia Bastianich e Gennaro Esposito. Nel 2017 e nel 2018 partecipa sempre come giudice a Celebrity MasterChef Italia. Sono queste partecipazioni a portare alla ribalta la carriera dello chef, che lo rendono non solo protagonista del panorama culinario ma anche del mondo cultural-popolare italiano.
Dal 2018, sempre per Sky, è alla conduzione del format Bruno Barbieri - 4 Hotel, prodotto da Sky Italia e spin-off di Alessandro Borghese - 4 ristoranti, condotto dallo chef omonimo. Ha anche condotto, in replica sul canale TV8, Cuochi d'Italia.

## Vita privata
Celibe e senza figli, Barbieri è noto per essere piuttosto riservato sugli aspetti della sua vita che non riguardano l'attività di chef; in alcune interviste ha rivelato il difficile rapporto avuto col padre, con cui ha avuto occasione di riconciliarsi solo in età adulta, e il suo timore che egli non apprezzasse la scelta professionale nel settore della cucina. Ha anche ammesso che la sua scelta di  carriera è andata a scapito della possibilità di formarsi una famiglia, anche se ha espresso comunque il desiderio di avere una figlia.
Tifoso dell'Inter: Barbieri da giovane giocava a calcio, sport che ha praticato a buoni livelli fino all'età di vent'anni. Il cuoco è un tifoso molto appassionato di Jannik Sinner: periodicamente prepara pietanze dedicate a tale campione, che poi propone alla clientela dei suoi ristoranti.

## Programmi televisivi
- MasterChef Italia (Cielo, 2011; Sky Uno, dal 2012) - giudice
- Junior MasterChef Italia (Sky Uno, 2014-2016) - giudice
- Quelli che il calcio (Rai 2, 2015-2016) - inviato
- Celebrity MasterChef Italia (Sky Uno, 2017-2018) - giudice
- Bruno Barbieri - 4 hotel (Sky Uno, dal 2018) - conduttore
- MasterChef All Stars Italia (Sky Uno, 2018-2019) - giudice
- Cuochi d'Italia - Il campionato del mondo (TV8, 2020)
- Cuochi d'Italia - Il campionato delle coppie (TV8, 2021)

## Filmografia

### Televisione
- Call My Agent - Italia – serie TV, episodio 2x04 (2024) - cameo

## Premi e riconoscimenti
In passato i ristoranti di Bruno Barbieri hanno avuto un totale di 7 stelle Michelin.

### Ristorante Trigabolo di Argenta (Argenta)
- 2 Stelle Michelin   (dal 1983 al 1993)

### Ristorante La Grotta di Brisighella (Brisighella)
- 1 Stella Michelin  (dal 1994 al 1995)

### Ristorante Locanda Solarola (Castel Guelfo)
- 2 Stelle Michelin   (dal 1996 al 2000)

### Ristorante Arquade - Relais Chateaux Villa del Quar (Pedemonte)
- 2 Stelle Michelin   (dal 2001 al 2011)
- 3 Forchette guida Gambero Rosso (dal 2005 al 2009)[21][22]

## Opere
- Tegami, 2005, ISBN 978-8886174725.
- L'uva nel piatto, 2006, ISBN 978-8886174909.
- Mangiare da cani, 2006.
- Squisitamente senza glutine, 2007, ISBN 978-8895056111.
- Polpette, che passione!, 2008, ISBN 978-8895056272.
- Fuori dal guscio, 2008, ISBN 978-8895056180.
- Cipolle buone da far piangere, 2009, ISBN 978-8895056463.
- Ripieni di bontà, 2009, ISBN 978-8895056494.
- Tajine senza frontiere, 2010, ISBN 978-8895056630.
- Pasta al forno e gratin, 2012, ISBN 978-8895056852.
- Via Emilia, via da casa, 2014, ISBN 978-8817084017.
- Cerco sapori in piazza Grande. 70 ingredienti per 70 ricette, 2015, ISBN 978-8817088176.
- Domani sarà più buono. Da ogni piatto possono nascere nuove ricette, 2019, ISBN 978-8891819222.
- Cucina con me!, 2022, ISBN 978-8894626209.
- Si fa così!, 2023